# Patrice de Coninck

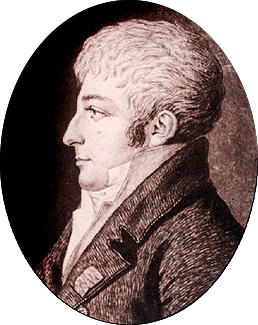
Patrice de Coninck

Patrice Charles Ghislain de Coninck (Brugge, 19 november 1770 - aldaar, 22 mei 1827) was een Zuid-Nederlandse jurist. Tijdens het Franse keizerrijk doorliep hij een actieve prefectorale loopbaan. In 1815 was hij lid van de Grondwetscommissie en speelde een belangrijke rol bij de instelling van de Eerste Kamer. Nadien werd hij gouverneur van de Nederlandse provincie Oost-Vlaanderen, in 1817 minister van Binnenlandse Zaken en in 1825 van Buitenlandse zaken onder Willem I.

## Familiale gegevens
De Coninck was de postume zoon van Baudouin de Coninck (†1770) en Marie-Amelie van Zuylen van Nyevelt (1748-1830). De moeder hertrouwde met Joseph de Colnet de Gloriette (1744-1818). De Coninck trouwde in 1797 met Françoise-Augustine van Outryve (1777-1837). Het huwelijk vond plaats tegen de wil van haar vader. De Coninck bracht weinig bestaansmiddelen mee, terwijl de enige dochter van Jean-Jacques van Outryve de Merckem, rijk was en veel in erfdeel te verwachten had.
In 1810 werd De Coninck tot baron d'empire verheven, maar hij liet na de open brieven te lichten. In 1816 werd hij in de adelstand opgenomen. Zijn kleinzonen Charles en Gustave de Coninck verwierven de baronstitel in 1875 en mochten vanaf 1884 'de Merckem' aan hun familienaam toevoegen, met retroactie op hun vader Theodore (1807-1855), de enige zoon van Patrice. Deze naamuitbreiding was daarom nooit op De Coninck zelf van toepassing.
Theodore de Coninck trouwde met Marie-Thérèse Everaerd. Via hun zoon Charles de Coninck de Merckem (1836-1896), burgemeester van Merkem, volksvertegenwoordiger, senator, zijn er tot op heden heel wat nakomelingen van De Coninck, hoewel weinig naamdragers.
Een tweede zoon van Theodore, Gustave de Coninck (1837-1895), kreeg in 1876 de titel baron, overdraagbaar op alle afstammelingen en in 1887 de vergunning om De Merckem aan de familienaam toe tevoegen. Hij trouwde in Woumen in 1879 met Mélanie Verhaeghe (*1846), maar het echtpaar bleef kinderloos.

## Loopbaan

### Carrière in de Franse Tijd
- rechtenstudies in Leuven en Keulen
- advocaat te Brugge
- lid prefectorale raad Leiedepartement
- prefect departement Ain, 1802-1805
- prefect departement Jemappes, 1805-1810
- staatsraad (maître des requêtes au Conseil d'Etat)
- prefect departement Monden van de Schelde, van 10 mei 1810 tot 10 januari 1811
- prefect departement Monden van de Elbe, vanaf 10 januari 1811

Volgens een verhaal zou de Coninck, bij de inname van Hamburg door de geallieerde troepen, door paniek gegrepen zijn en zich willen verhangen hebben. Hij mislukte echter in zijn wanhoopsdaad.

### Carrière in het Verenigd Koninkrijk der Nederlanden
- lid en rapporteur Grondwetscommissie, van 22 april 1815 tot augustus 1815
- gouverneur van Oost-Vlaanderen, van 15 september 1815 tot 21 februari 1817
- lid van het college van curatoren van de Universiteit in Gent (1822)
- minister van Binnenlandse Zaken, van 21 februari 1817 tot 19 juni 1825
  - Binnenlandse Zaken, van 21 februari 1817 tot 1 januari 1820
  - Binnenlandse Zaken, Waterstaat en Publieke Werken, van 1 januari 1820 tot 30 maart 1824
  - Binnenlandse Zaken, Onderwijs en Waterstaat, van 30 maart 1824 tot 5 april 1825
  - Binnenlandse Zaken, van 5 april 1825 tot 19 juni 1825
- minister van Buitenlandse Zaken, van 23 juni 1825 tot 1 december 1825
- minister van Staat, 1826-1827

Er is een verhaal, dat ook geciteerd wordt op de website 'Parlement en Politiek', als zou koning Willem I hem lui en grof gevonden hebben, en hem daarom gepromoveerd hebben naar Buitenlandse Zaken. Over de juistheid hiervan kan getwijfeld worden. Een minister waar men een lage dunk over had meer dan negen jaar op de gevoelige post van Binnenlandse Zaken behouden en hem vervolgens bevorderen naar de meest prestigieuze onder de ministerposten, zou, vanwege de autoritaire Willem, wel moeilijk te begrijpen zijn. Ook de eervolle bevordering tot minister van Staat van de terminaal zieke De Coninck lijkt niet in overeenstemming met dit verhaal.
Einde 1825 werd De Coninck ernstig ziek. Hij keerde naar Brugge terug, waar hij de laatste maanden van zijn leven doorbracht en er op zevenenvijftigjarige leeftijd overleed.